# 潘惠子
潘惠子（日语：／ Han Keiko，1953年4月5日—）是日本東京都出身的女聲優，潘惠子有台灣血統，女兒潘惠美同樣是聲優。過去曾從屬青二製作、81 Produce、NEVERLAND ARTS Co.,Ltd.，現從屬Just Production Inc.。代表作有《機動戰士GUNDAM系列》（拉拉·遜）、《聖鬥士星矢》（城戶沙織 / 雅典娜）、《美少女戰士》（露娜）等。

## 早年生活
1953年出生於東京都港區新橋，具有中华民国國籍。實際出生日期為3月19日，但由於出生時一度命危而延遲辦理出生登記，戶籍上的生日登記為4月5日。
父親是有西班牙與葡萄牙血統的華人，母親則是出身自大阪府的日本人。她是家中最小的孩子，有三位姊姊。幼時被形容為「道地的江戶人個性，壽司店的招牌女兒」。
自嬰兒時期起，她就感受到自己笑容能帶給他人快樂的喜悅，也因此萌生進入演藝圈的念頭。三歲時開始擔任時尚雜誌的封面模特兒。據說是在某次與母親觀看舞台劇返家途中，被攝影師發掘而踏入此行。不過進入小學後，因攝影師更換與學校禁止，演藝活動暫停。
儘管如此，她從小不愛說話，也討厭朗讀，是個口語表達較差的小孩。她從小學開始就就讀女子學校。國中時曾在六本木一家販售紙黏土工藝品的店鋪打工，利用剪碎的頭髮和毛線，加上海報顏料與亮光漆製作工藝品，每件售價70日圓，幾個月內就賺進數十萬日圓。她也喜歡畫畫，美術老師常說她「技巧很好也有美感，但作品太小」。
高中時不喜歡在眾人面前發言或朗讀，尤其面對國文課本或《舊約聖經》這類朗讀內容時會緊張到滿臉通紅，甚至選擇缺課。後來因朋友邀請加入戲劇社，演出一個無台詞的角色，那是她小學一年級時聽過演講的海倫·凱勒。這次演出讓她下定決心朝演員之路邁進。她曾報考劇團四季但未錄取，也嘗試其他劇團的甄選。不過因家人希望她完成大學學業，她先就讀東洋英和女學院，再進入日本大學藝術學部戲劇學科，但據說在校期間鮮少有上台演出的機會。

## 演藝生涯
就讀大學之際，受到水森亞土風格吸引，進入由內海賢二主導的未來劇場劇團擔任舞台演員。原本因為高中時也會畫畫，曾有意從事舞台美術設計。為了讓水森本人看到自己的作品，她曾抱著多本速寫本拜訪，卻因水森當時在墨西哥而未能會面。
她的初舞台作品是《穆許蘭邦的哀傷悲劇》，與內海賢二搭檔演出，也因此進入聲優世界。在內海與野村道子夫婦的邀約下，她開始參與電視節目、電影及配音工作。當時她同時兼顧大學與劇團，幾乎沒有休息時間。
三年後她因疲憊向內海表示想退出劇團，內海則邀她到錄音室參觀外國動畫的配音現場，讓她首次接觸聲優工作。當天她也首次見到神谷明與剛出道的玄田哲章。內海當時氣氛帶動得很好，讓錄音現場充滿笑聲與歡樂。錄音後的聚餐中，內海還鼓勵她：「不管地方多小，只要有人發光就會被看到！」「只要認真做，總會有人注意到你的努力！」這讓她對聲優產生強烈興趣。
不久之後，內海的妻子野村也打電話邀請她從事聲音工作，她形容這段經歷彷彿被某種力量牽引，便正式跟隨內海夫婦踏入聲優領域。
儘管當時舞台與聲優的表演風格被認為完全不同，她並未感到困難。

## 聲優工作
她先後隸屬於青二Production、81 Produce、Neverland Arts，目前為Just Pro所屬。
1977年以動畫《海螺小姐》出道為聲優。同年於《超人戰隊巴拉塔克》中飾演角色「尤莉」，首次擔任常駐角色。同年亦於《女王陛下的小安潔》中擔任主角安潔，為首度主演。之後參與《機動戰士鋼彈》飾演「拉拉·遜」，並於1980年代多次參與《世界名作劇場》系列動畫。
於《機動戰士鋼彈》配音期間，她曾在紐約短暫停留一週內觀看了8場百老匯舞台劇，深受震撼。她開始質疑自己的演技能力，並思考自身定位，最終決定專注於聲音表演。她將內海賢二與來宮良子視為啟蒙恩師。
她也是被視為「偶像聲優」的先驅之一，亦曾以歌手身份參與演唱動畫主題曲，也曾出演綜藝節目與電視劇。1980年代前期，她於女性聲優人氣票選中多次名列第一。

## 演出作品
※粗體字表示說明飾演的主要角色。

### 動畫作品
- 美味大挑戰（澄子）
- 圓桌武士物語 燃燒吧！亞瑟（桂妮薇爾公主）
- 機動戰士鋼彈（拉拉·遜）
- 名偵探柯南（崎原惠、細野早苗、諸角亮子、白根桐子(第397-398話)、志水娟子）
- 楓樹鎮物語（安）
- 若草四姊妹 （伊麗莎白(貝絲)‧馬區）
- 我與我 兩個綠蒂 （伊蓮娜‧蓋拉赫）
- 世界名作劇場系列
  - 湯姆索耶的冒險（麗貝卡(佩琪)‧柴契爾）
  - 阿爾卑斯物語 我的安妮特（安妮特‧柏尼爾）
  - 牧場上的少女卡特莉（白鶴報恩少女）
  - 愛少女波麗安娜物語（南西‧哈特萊）
  - 愛的小婦人物語（瑪格麗特(玫格)‧馬區）
  - 小公子西迪（哈特爾）
  - 小婦人物語 南與喬老師（ 瑪格麗特(玫格)‧布魯克）

1977年
- 一休和尚（土手男孩）

1978年
- 銀河鉄道999（母神尤基、少年A、米爾、多多、庫雷哈、久美子、沙紀）

1980年
- 宇宙戰艦大和號（露達·夏爾巴特）
- 怪物太郎

1981年
- 1000年女王

1985年
- 鬼太郎第3期（春子、姫、松代）

1986年
- 聖鬥士星矢（城戶沙織 / 雅典娜）

1987年
- 城市獵人（川田溫子）

1989年
- 麵包超人

1991年
- 金魚注意報（菅平由梨香）

1992年
- 美少女戰士（露娜、貝爾女王）

1993年
哆啦A夢(水田山葵版)（蟻后）
1994年
- 橘子醬男孩（土屋螢的母親）

1995年
- 小紅豆（竹村茂美）

1997年
- 金田一少年之事件簿（金田一一之母）

2003年
- 高橋留美子劇場（射箭手、亞美）

2004年
- 怪醫黑傑克（阿悟的母親）

2005年
- AIR（八百比丘尼）
- Keroro軍曹（Keroro的上司 / 河童）
- 雙子公主 （月瑪莉亞女王）

2006年
- 天使心（立木小百合）

2007年
- 竹劍少女（石田虎侍〈小次郎〉的母親）

2009年
- 空中鞦韆（野村榮介之妻）

2011年
- HUNTER×HUNTER（米特）

2014年
- 即使如此世界依然美麗（希拉）
- 宇宙浪子（小狗）

2017年
- 騎士&魔法（綺里‧基爾約蘭塔）

2018年
- 來自繽紛世界的明日（月白柚葉）

2019年
- 慎重勇者～這個勇者明明超TUEEE卻過度謹慎～（伊希絲塔）
- 航海王 和之國篇（光月時）

2020年
- 請在伸展台上微笑（高岡祥子）

2021年
- 鍵等（八百比丘尼）

2025年
- 機動戰士Gundam GQuuuuuuX（拉拉·遜）

### OVA
- 銀河英雄傳說（安妮羅潔·馮·格裡華德）
- 聖鬥士星矢冥王十二宮篇（城戶沙織 / 雅典娜）
- 機動戰士鋼彈UC (拉拉．遜)
- 怪醫黑傑克OVA(凱薩琳)

### 電影動畫
- 三國志 (動畫電影) (麗花)
- 哆啦A夢電影 大雄的宇宙小戰爭（巴比）
- 鲁邦三世 巴比伦的黄金传说（チンジャオ）
- 機動戰士GUNDAM 逆襲的夏亞（拉拉·遜）
- 1000年女王
- 美少女戰士（露娜）
- 聖鬥士星矢（城戶沙織 / 雅典娜）
  - 邪神艾莉絲
  - 神與神的激戰
  - 真红少年傳說
  - 最終聖戰的戰士們
  - 天界篇序奏～Overture～

1984年
- 遭逢黑雨的拍打（日语：黒い雨にうたれて）（本田英子）

### 廣播劇CD
- 尼羅河女兒 Part 1（凱羅爾）
- 岸和田博士的愛情科學（日语：岸和田博士の科学的愛情）（甜瓜小姐）

### 外語配音

#### 電影
- 瘋狂高爾夫（瑪吉·奧霍利根〈莎拉·霍爾庫姆（英语：Sarah Holcomb）〉）
- 炮彈（英语：Cannonball (film)）（金妮〈格林·魯賓〉）※日本電視台版。
- 007：最高機密（碧碧·達〈蓮荷麗·瓊蓀〉）※TBS版。
- 阿甘正傳（小時候的珍妮·柯倫〈漢娜·霍爾（英语：Hanna R. Hall）〉）※日本電視台版。
- 地獄之夜（英语：Hell Night）（馬蒂·蓋恩斯〈琳達·布萊爾〉）
- 閃舞（英语：Flashdance）（珍妮·薩博〈桑妮·約翰遜（英语：Sunny Johnson）〉）
- 瘋狂靚妹仔（英语：Private School (film)）（貝茜〈凱薩琳·威爾赫特（英语：Kathleen Wilhoite）〉）※富士電視台版。
- 威龍猛探（莎莉〈葉蒨文〉）※富士電視台版[注 1]。
- 女孩第一名（英语：Where the Heart Is (2000 film)）（塞爾瑪·“妹妹”·赫斯邦德〈斯托克德·錢寧〉）

#### 電視影集
- 霹靂遊俠 (第2季)（艾普洛·柯提斯〈蕾貝卡·霍登（英语：Rebecca Holden）〉）

### 教育
- 鼓鉋的冒險（羊毛奶奶的聲音）
- 一二·砰（NHK教育頻道的小1對象的音樂教育節目（第2代的砰君））
- 冒險！機械喇叭號（塔萊拉的聲音）

## 腳註

## 外部連結
- Just Production Inc.官方網站 （页面存档备份，存于）（日語）
- 潘惠子Fan Site （页面存档备份，存于）（日語）